# Semiaktiv radarmålsökare
Semiaktiv radarmålsökare är en vanlig typ av målsökare för robotvapen och då särskilt luftvärnsrobotar. Systemet var tidigare även vanligt hos jaktrobotar. Principen för styrningen är att roboten är utrustad med en målsökare känslig för radarvågor men saknar en radarsändare. Sändaren finns istället i en i förhållande till roboten extern radar belägen på marken/fartyget. Själva namnet kommer av att roboten endast är en passiv detektor av radarvågor som skickats ut från en extern källa. En radar avsedda att fungera som radarsändare för en semiaktiv robots målsökare kallas belysningsradar. Värt att notera är också att semiaktivt guidade robotar utgör den absoluta majoriteten av alla radarstyrda luftvärnsrobotar och det är först på senare år som aktiva varianter har börjat tas i bruk.
Eftersom upplösningen hos en radar är starkt relaterad till hur stor radarantennen är, och en robots nos av nödvändighet är relativt liten, ansåg man under utvecklingen av de första robotvapnen att man skulle uppnå bättre prestanda med en extern radar. Man ansåg det också onödigt redundant att replikera radarsändaren på varje enskild robot när det istället var möjligt att återanvända samma radar om och om igen genom att göra den extern till roboten. Värt att notera är också att belysningsradarn kombineras av nödvändighet med en målföljningsradar. Funktionen hos denna är att rikta belysningsradarn mot målet.

## Nackdelar och fördelar
Fördelar med semiaktiv radarsökning är att eftersom roboten inte behöver ha sin egen radarsändare kan den göras mindre och billigare. Nackdelen med denna typ av guidning är att om belysningsradarn slutar sända kan roboten inte fortsätta följa målet. Detta innebär att ett mål kan skydda sig mot semiaktiva robotar genom att förstöra, det vill säga slå ut, belysningsradarn (eller målföljningsradarn). Luftvärnssystem med semiaktiva robotar är därför särskilt sårbara för antiradarrobotar eftersom dessa målsöker på radarsändaren i sig. Så länge belysningsradarn är påslagen riskerar luftvärnssystemet att träffas av roboten, vilket i så fall leder till att den semiaktiva luftvärnsroboten kommer missa sitt mål.